# 片野藩
片野藩（かたのはん）は、常陸国新治郡（現在の茨城県石岡市片野）に存在した藩。江戸時代初期の23年間だけ存続した。藩庁は片野陣屋（片野城）。藩主は滝川家。

## 歴史

### 前史
片野は常陸国新治郡の北部に位置し、戦国時代には筑波郡の小田城を本拠地とする小田氏の支配下にあったが、永禄7年（1564年）、片野城を落城させた佐竹氏に割譲された。佐竹氏は客将の太田資正を片野城に入れ、小田氏と対峙させた。
文禄4年（1595年）、佐竹氏一門の石塚氏が片野に移されたが、慶長7年（1602年）、佐竹氏が出羽国秋田に転封させられたため片野を去った。代わって、徳川家康によって滝川雄利が片野に入れられ、片野藩が成立した。

### 滝川氏時代
滝川雄利は伊勢国司北畠家の庶流木造家の出身で、織田信長の次男で一時は北畠家を継承していた信雄の家老となった。天正18年（1590年）に信雄が改易されると豊臣秀吉の直臣に取り立てられ、伊勢国神戸に2万石を与えられた。慶長5年（1600年）の関ヶ原の戦いでは西軍に与したため戦後に改易されたが、徳川秀忠の御咄衆として召し出され、常陸国新治郡に2万石を与えられて片野を居所とした。
雄利死後、家督は嫡男の滝川正利が継いだが、寛永2年（1625年）、嗣子がなく、病弱で幕府の公務に耐えられないとして所領の返上を願い出たため、所領2万石のうち1万8000石を幕府に収公の上、片野2000石を安堵されて旗本となり、同年中に没した。これにより片野藩は消滅した。
なお、旗本滝川家の片野領（片野村、根小屋村および下林村の一部）は正利の娘婿となった滝川利貞が継承したが、元禄10年（1697年）、元禄の地方直しにより利貞の子の滝川利錦は所領を近江国に移され、滝川家は4代95年で片野を去った。

## 菩提寺
滝川氏は前城主の石塚氏が故地の石塚（現在の城里町）から片野城下の根小屋村に移転させた菩提寺の泰寧寺を継承し、初代藩主滝川雄利から第3代片野領主滝川利貞まで同寺に葬られた。
江戸における菩提寺は、第2代藩主滝川正利が父雄利の菩提を弔うために開基した下谷広徳寺の塔頭桂徳院（現東京都練馬区桜台）。

## 歴代藩主
滝川家
2万石。外様。
1. 雄利
2. 正利